# Bupleurum atargense
Bupleurum atargense är en flockblommig växtart som beskrevs av Gorovoj. Bupleurum atargense ingår i släktet harörter, och familjen flockblommiga växter. Inga underarter finns listade i Catalogue of Life.